# Sensemaking
Sensemaking (engl.) bzw. Sinnstiftung beschreibt den Prozess, mit dem Menschen den über die Sinne ungegliedert aufgenommenen Erlebnisstrom in sinnvolle Einheiten einordnen. Je nach Einordnung der Erfahrung kann sich ein unterschiedlicher Sinn und damit eine andere Erklärung für die aufgenommenen Erlebnisse ergeben.

## Beispiele

### Beispiel 1
Nehmen wir an, dass ein Mensch einen Unfall beobachtet, dann strömen gleichzeitig viele Daten auf ihn ein: ein Passant auf dem Gehsteig, eine Blüte an einem Busch, ein Auto, das sich vom Unfallort wegbewegt, ein am Boden liegendes Motorrad usw. Dieses Rohmaterial an aufgenommener Information wird meist unbewusst in eine oder mehrere Geschichten aufgeteilt, die dem jeweiligen Menschen sinnvoll erscheinen. Der Mensch „macht“ im wahrsten Sinne des Wortes Sinn aus seinem Erlebnisstrom. Der dabei vom Beobachter konstruierte Sinn ist keine Eigenschaft der Beobachtung, der Information oder der Daten. Sinn ist eine Konstruktion, die dem ungeordneten Datenstrom aus der Umwelt appliziert wird.

### Beispiel 2
Als weiteres Beispiel kann der bekannte Orakelspruch des Orakels von Dodona dienen, den ein junger Römer auf die Frage seines Schicksals erhielt, als er zu den Waffen gerufen wurde:
Ibis redibis nunquam per bella peribis
„gehen wirst du zurückkehren wirst du niemals im Krieg sterben wirst du“
Das Orakel hatte den Satz mündlich geliefert, somit ohne Satzzeichen. Der junge Mann verstand es so:
gehen wirst du
zurückkehren wirst du
niemals im Krieg sterben wirst du
Mit diesen guten Vorzeichen zog er in den Krieg. Als die Nachricht seines Todes Rom erreichte, untersuchte die Familie den Orakelspruch kritisch. Nun wurde die Einteilung leicht verändert und es hieß:
gehen wirst du
zurückkehren wirst du niemals
im Krieg sterben wirst du
Dieses Beispiel lässt einige Einsichten zum Sensemaking verdeutlichen. Der ursprüngliche Orakelspruch entspricht dem Erlebnisstrom. Die Satzzeichen sind die Einteilung des Erlebnisstroms (Chunking). Diese Einteilung ist willkürlich. Sie ist auch nicht im Strom des Satzes enthalten, sondern geschieht im Kopf des Lesers, wird kommuniziert und dadurch mit anderen geteilt. So entsteht aus dem Erlebnisstrom also eine soziale Realität. Nachdem die Einteilung einmal vorgenommen wurde, wird sie wie eine Realität behandelt. Das Verhalten des Sensemakers reflektiert die Art und Weise, wie er die Einteilung gemacht hat. Damit wird diese Realität gegenständlich. Weick nennt dieses „Realisieren durch Handeln“, Enactment.
Der Moment des Bruchs entsteht erst, als die Nachricht des Todes übermittelt wird. Nun muss der Erlebnisstrom neu sortiert werden (bzw. es müssen die Kommata neu verteilt werden).

## Analyse des Vorgangs
Sensemaking läuft im Allgemeinen so schnell ab, dass es nur wenige Gelegenheiten gibt, es zu beobachten. Erst wenn ein Informationsstrom so unverständlich ist, dass der Prozess nur langsam ablaufen kann, kann man ihn näher beobachten. Der amerikanische Organisationspsychologe Karl E. Weick untersuchte das Sensemaking als zentralen Bestandteil des Organisierens. Er stützt sich auf gut dokumentierte Vorfälle, beispielsweise einen Waldbrand im amerikanischen Mann Gulch (Montana), die Giftkatastrophe des Union Carbide-Werkes im indischen Bhopal oder die Kollision zweier Flugzeuge auf Teneriffa.
In allen Fällen versagte die Erfahrung der Akteure und die auf sie einströmenden Informationen „machten keinen Sinn“ mehr. So handelten sie anschließend „sinnlos“ und verursachten eine Katastrophe oder wurden Opfer einer Katastrophe.
Weicks Ansatz ist eine mental konstruierte Umwelt, die Menschen in einem Dialog mit ihrer Umwelt erzeugen und aufrechterhalten. Nach dieser Vorstellung gibt es auf individueller Ebene Vorstellungen und Meinungen, die so wenig hinterfragt werden, wie das Denken in der Muttersprache (Innerer Monolog). Die getroffenen Festlegungen sind so sehr Teil des eigenen Ich und der eigenen Denkmuster, dass sie nur schwierig zu hinterfragen sind. Da sich viele solcher Vorstellungen aus der Interaktion mit anderen Menschen (also sozial) ergeben, beschreibt Sensemaking den Prozess, mit dem solche Vorstellungen geprägt und verändert werden. Wenn die äußere Welt nicht mehr mit der inneren Welt in Übereinstimmung zu bringen ist, dann muss man eine neue Möglichkeit finden, die Welt wieder rational zu erklären. Dieser Vorgang ist Sensemaking. Weick nennt die folgenden sieben Kriterien, um Sensemaking von anderen Aktivitäten wie Interpretieren, Einordnen usw. zu unterscheiden:
1. Sensemaking ist in der Konstruktion der Identität verankert: Das bedeutet, dass das Ich sich in Relation zur Umwelt neu positionieren muss (weglaufen, bleiben, dafür/dagegen sein).
2. Sensemaking ist retrospektiv: Der Prozess wird erst nach einem Ereignis gestartet. Dadurch ist die Aufmerksamkeit auf die Dinge konzentriert, welche man vor dem Ereignis als wichtig betrachtete. Wenn man also Zeuge eines Verbrechens wird, dann ist die Aufmerksamkeit vor und während des Ereignisses nicht auf die Dinge konzentriert, die anschließend als wichtig oder relevant erkannt werden. Dementsprechend schlecht ist oft die Erinnerung. Die retrospektive (rückblickende) Eigenschaft des Sensemaking trägt in sich die Notwendigkeit, die eigene Wahrnehmung durch die nachfolgenden Prozesse zu validieren.
3. Sensemaking ist mit einer reagierenden Umwelt interagierend: Das bedeutet, dass das eigene Verhalten die Umwelt verändert und durch die veränderte Umwelt das eigene Verhalten beeinflusst wird. Diese wechselseitigen Beeinflussungen sind nie völlig kontrollierbar, wodurch das Ergebnis einer Interaktion nicht vorhersehbar ist. Weick spricht von „doppelten Interakten“[9] als Beobachtungseinheit der Organisationstheorie: A spricht B an, mit dem Ziel, dass B seine aktuelle Arbeit beendet und eine andere Arbeit aufnimmt (Interakt). Die Reaktion von B (der Weisung folgen oder auch nicht) beschließt den Vorgang und ist somit ein „doppelter Interakt“.
4. Sensemaking ist sozial, weil die Beobachtung immer auch sozial betrachtet werden muss. Dies kann alleine (innerer Dialog) oder im Gespräch (Interaktion) mit der sozialen Umwelt erfolgen.
5. Sensemaking ist ein fortdauernder Prozess: Die beiden vorgenannten Punkte erfordern eine ständige Neudefinition der eigenen Position. Da jeder Interakt das Selbst und den Anderen verändert, muss auch eine fortdauernde Arbeit am Sensemaking erfolgen. Zwar wird der Aufwand ständig geringer, aber mit jedem neuen Umweltreiz kann der Prozess wieder in vollem Umfang neu begonnen werden.
6. Sensemaking ist konzentriert auf und durch hervorgestellte Hinweise: Dieses Merkmal ergibt sich aus der begrenzten Fähigkeit, Information aufzunehmen und zu berücksichtigen (Begrenzte Rationalität). Da die Aufmerksamkeit durch frühere Erkenntnisse auf das beschränkt wird, was als wichtig erkannt wurde, fehlen bei unbekannten oder unerwarteten Ereignissen die notwendigen Denkkategorien, in die die Beobachtungen einsortiert werden können. Erst im Anschluss an den Vorgang kann man ein Modell entwickeln, mit dem man einen ähnlichen Vorgang besser beobachten kann.
7. Sensemaking wird mehr durch Plausibilität angetrieben als durch Genauigkeit: Wichtig ist es beim Sensemaking, dass nicht genaue Wiedergabe oder Reproduktion das Ziel ist, sondern ein plausibles Einpassen der Beobachtung in die eigene konstruierte Sicht der Welt. Je seltsamer, unheimlicher und erschreckender eine Beobachtung ist, umso schwieriger wird es, sie in ein plausibles Gerüst einzuordnen.

Diese fortdauernde Konstruktion der gedachten Welt kann durch äußere Einflüsse unterbrochen werden. Aus der Untersuchung des Mann-Gulch-Vorfalls im US-amerikanischen Bundesstaat Montana, bei dem eine Gruppe von 16 erfahrenen Feuerwehrleuten am 5. August 1949 durch ein Feuer eingeschlossen wurde und 13 von ihnen umkamen, entwickelt Weick einen Ablauf, bei dem die einfache Organisation der Feuerwehrleute unter der unvorhergesehenen Entwicklung des Feuers kollabiert. Da es nicht mehr möglich ist, sich als Gruppe „einen Reim aus der Situation zu machen“, bricht die Organisation zusammen und Panik breitet sich aus. Einzig diejenigen drei Personen, die einen Gruppensinn bewahren – der Anführer Wagner Dodge, der sich durch ein Gegenfeuer rettet, dem sich aber niemand anschließen will, und die beiden Feuerwehrmänner Sallee und Rumsey, die gemeinsam durch eine Felsenspalte klettern – entkommen dem Feuer. Alle anderen verlieren den (Gedanken-)Kontakt zur Gruppe und somit die Fähigkeiten, die aus der Gruppe kommen. Die nun zurückbleibenden individuellen Denkmuster sind aber nicht mehr in der Lage, mit der Komplexität des Feuers umzugehen, und ihre Träger sterben. Weick überträgt die Erkenntnisse der einfachen Organisation der Feuerwehrleute auf komplexere Organisationen, die in drastisch veränderten Umwelten häufig einen ähnlichen Schock erleben (beispielsweise eine Börsenpanik oder ein Run auf Banken in Zeiten der Krise) und damit erst die Katastrophe vollends zum Ausbruch kommen lassen.